# Гаммор
Гаммор (нім. Hammoor) — громада в Німеччині, розташована в землі Шлезвіг-Гольштейн. Входить до складу району Штормарн. Складова частина об'єднання громад Баргтегайде-Ланд.
Площа — 7,82 км2. Населення становить 1292 ос. (станом на 31 грудня 2020).

## Галерея

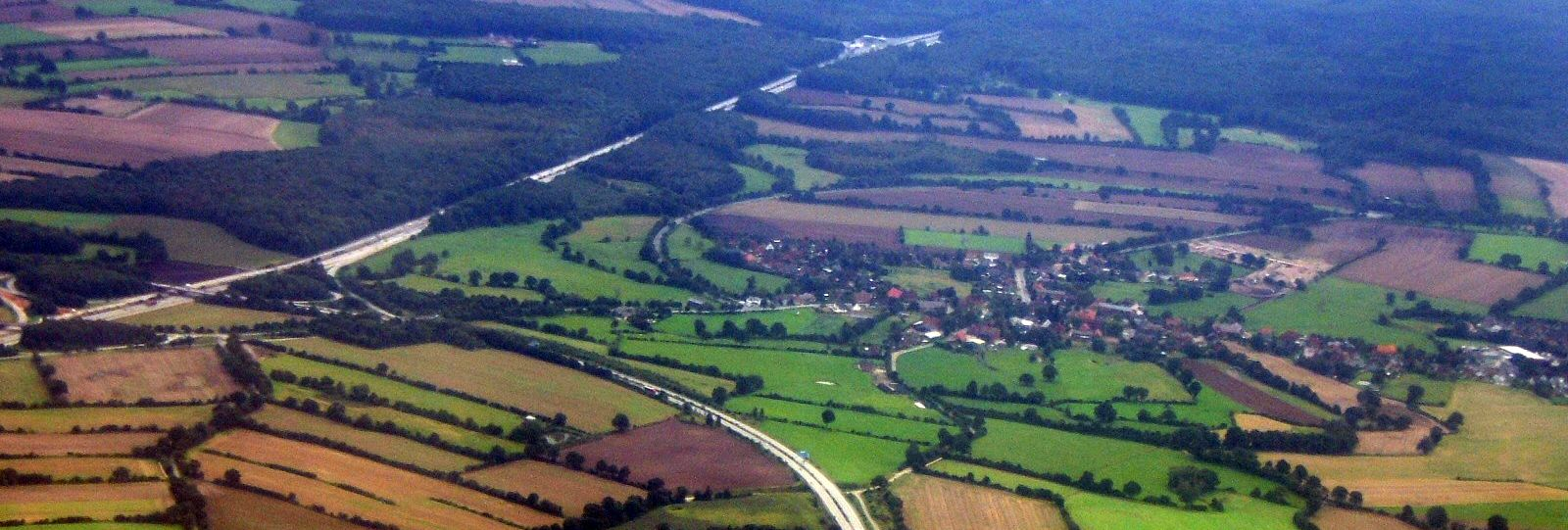